# Гляйхшальтунг
Уравнивание (нем. Gleichschaltung оригинальное звучаниео файле, от Gleich «равный, одинаковый» + Schaltung «схема; подключение, включение») — термин, который использовался национал-социалистами в Германии для обозначения захвата контроля над общественными и политическими процессами.
На практике гляйхшальтунг представлял собой насильственное вовлечение в систему нацистской идеологии пропаганды, политики, управления, был введён для борьбы с плюрализмом и индивидуализмом.
Сам термин изобретён рейхсминистром юстиции Францем Гюртнером и впервые был употреблён 31 марта 1933 года в названии Первого закона о гляйхшальтунге (Предварительного закона о вовлечении земель в империю, нем. Erstes Gleichschaltungsgesetz, Vorläufiges Gesetz zur Gleichschaltung der Länder mit dem Reich), согласно которому земли страны потеряли свой суверенитет в пользу империи. Примечательно, что за год до прихода нацистов к власти в Германии уже наблюдались централизаторские тенденции, в частности в рамках государственного переворота в Пруссии 20 июля 1932 года, в рамках которого законное демократическое правительство Отто Брауна было смещено на прямое президентское правление в виде Рейхскомиссара.
Под лозунгом гляйхшальтунга были проведены и многие другие правовые преобразования, например, был принят закон о признании НСДАП публично-правовой корпорацией (Закон об обеспечении единства партии и государства), были совмещены должности рейхспрезидента и рейхсканцлера (Закон о главе Германской империи).
Этот термин применялся и для узаконивания борьбы с оппозицией и противниками режима национал-социализма, подавления неподвластных организаций. Например, принудительные объединения профсоюзов в Германский трудовой фронт (Закон о порядке национального труда) и крестьянских союзов в Имперское продовольственное сословие проведены в рамках гляйхшальтунга.
Гляйхшальтунг подразумевал и массивную идеологическую работу, в первую очередь среди молодёжи, которая вовлекалась в подвластные нацистам объединения и союзы, пропагандировался отказ от индивидуальных устремлений и претворение в жизнь установок правящего режима, насаждалась его идеология (см., например, гитлерюгенд или Национал-социалистический союз студентов Германии).
Сверхзадачей гляйхшальтунга было создание общества, лояльного режиму, готового следовать указаниям правящей верхушки и, кроме того, осуществляющего самоконтроль — малейшее проявление оппозиционных настроений должно было пресекаться без каких-либо указаний сверху.